# Śmidzięcino
Śmidzięcino [ɕmid͡ʑenˈt͡ɕinɔ] (tiếng Đức: Schmidtenthin) là một khu định cư ở khu hành chính của Gmina Ostrowice, thuộc quận Drawsko, West Pomeranian Voivodeship, ở phía tây bắc Ba Lan. Nó nằm khoảng 11 kilômét (7 mi) phía đông của đà điểu, 27 km (17 mi) về phía đông bắc của Drawsko Pomorskie và 107 km (66 mi) về phía đông của thủ đô khu vực Szczecin.
Trước năm 1945, khu vực này là một phần của Đức. Đối với lịch sử của khu vực, xem Lịch sử của Pomerania.